# Rio Cizer
O Rio Cizer é um rio da Romênia, afluente do Crasna, localizado no distrito de Sălaj.